# Fáncsy Ilka
Ifj. Lendvay Mártonné Fáncsy Ilka, Fáncsy Ilona Eszter Mária (Pest, 1842. február 2. (keresztelés) – Budapest, Erzsébetváros, 1904. november 22.) színésznő, a Nemzeti Színház második nemzedékének tagja.

## Életútja

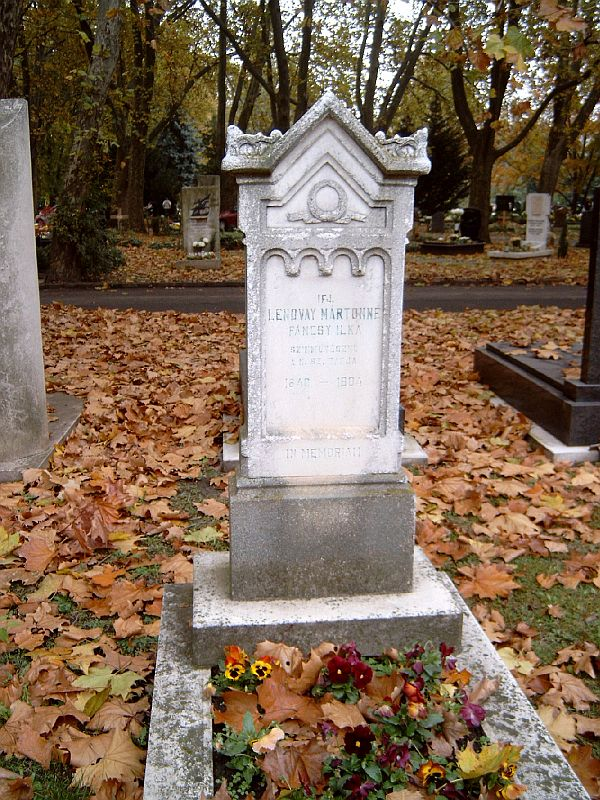
Sírja a Fiumei úti sírkertben (34/1-2-32)

Fáncsy Lajos és Meszlényi Mária leányaként született, keresztszülei gróf Ráday Pál és Ráday Ilona voltak. 1856. január 16-án volt az első fellépte a Nemzeti Színházban, a Romeo és Juliában, mint Julia. Erről a szerepléséről így emlékezik meg a Vasárnapi Ujság: »A fiatal, csak 14 éves leányka igen kellemes, megnyerő alak a színpadon, játéka otthonos és mégis szende, valódi ártatlanság, semmi keresettség, semmi betanult modor rajta. Hangja egyenesen szívből és szívhez szól s a felfogott szerep minden árnyalatához önként simuló. És ami legfőbb: a szavalást maga az érzés idomítja nála, ami gyermeteg arcán őszintén van kifejezve.« (1856—3. szám.) E fellépése után gr. Ráday Gedeon akkori intendáns azonnal szerződtette, egyelőre fellépti díjakkal. A következő években azonban már rendes szerződés kötötte a Nemzeti Színházhoz. Első fellépte után több magyar író egyenesen neki írt darabot. Ilyen volt Szigeti József Becsületszó c. darabja is, mely 1856. augusztus 6-án került először színre a Nemzeti Színházban, melyben Róza szerepét játszotta.
1857-ben eljegyezte ifjabb Lendvay Márton  s a következő év május elsején ülték meg lakodalmukat. Férjhezmenetele után mindketten gyakran vendégszerepeltek az ország nagyobb városaiban. E vendégszereplésekről általános elismeréssel és dicsérettel szólnak az akkori kritikák. (Hölgyfutár, Nővilág stb.) Eleinte fiatal hősnőket, később társalgási szerepeket játszott. Ez utóbbiakban nagy sikerei voltak finom beszélőképessége folytán. 1878. július havában Csongrádon vendégszerepelt, midőn egy tiszai szigetet »Ilona« névre kereszteltek el, Lendvayné emlékére.
Főbb szerepei ezek voltak: Julia, Katharina (Makrancos hölgy), Cordelia (Lear), Lady Percy (IV. Henrik), Lujza (Ármány és szerelem), Leonora (Fiesco), Margit (A jó falusiak), Zsuzsánna (Sheridan), Rózsika (Rózsa és Rózsika) stb. Ezeken kívül igen kiterjedt szerepköre volt, különösen francia szalon-darabokban játszott sokszor. Szigligeti, Szigeti, Kisfaludy és Dobsa darabjaiban a nőiesség jellemzése az ő játékjában találta a legjobb ábrázolást. 1904 tavaszán szélütés érte, melyből azonban a Margitszigeten történt ápolása alatt felépült. Állítólag ez időben kapta kézhez a nyugdíjaztatásáról szóló értesítését és ez okozta volna halálát, míg a halotti anyakönyvi bejegyzése szerint véredény-elmeszesedés, agyguta következtében hunyt el. Koporsójánál Mihályfi Károly és Császár Imre mondottak búcsúztatót. Sírkőfelirata így hangzik: »Egész élte szenvedés volt, Egész szíve szeretet, — Az őtet a földbe vitte, Ez a mennybe sietett.«
Rendkívüli szépsége és fiatal kora miatt eleinte főként naiva és szende szerepekben tűnt fel. Stílusa érzelmes volt, pályafutása a romantikus-patetikus színjátszás fénykorára esett. Később társadalmi drámákban is láthatta a közönség, ám ezekben nem aratott akkora sikert. Utolsó korszakában komikai és anyaszerepeket is alakított. Választékos beszédstílusa jól érvényesült a modern színművekben is.

## Fontosabb szerepei
- Lujza (Schiller: Ármány és szerelem);
- Leonora (Schiller: Fiesco);
- Rummelné (Ibsen: A társadalom támaszai);
- Károlyné (Csiky: A nagymama);
- Jourdainné (Molière: Úrhatnám polgár).
- Róza (Szigeti J.: Becsületszó);
- Etelka (Szigligeti E.: Fenn az ernyő, nincsen kas);
- Bertha (Scribe–Legouvé: Tündérujjak);
- Armande (Molière: Tudós nők);
- Ella (Csiky G.: Mukányi);
- Olga (Sardou: Fedora).

### Shakespeare-szerepei
- Júlia (Rómeó és Júlia),
- Katalin (A makrancos hölgy),
- Cordelia (Lear király),
- Ophelia (Hamlet),
- Desdemona (Othello),
- Heléna (Szentivánéji álom).
- Regan
- Beatrice
- Perlita

## Jókai Mórral való rokonsága
|                          |                          |                          |                          |                          |                          |                         |                         |                             |                             |                             |                             |                                 |                                 |                                 |                                 |                                 |                                 |                   |                   |                   |                   |  |  |                                |                                |                                |                                | Benke József (1781–1855)       | Benke József (1781–1855)       | Benke József (1781–1855) | Benke József (1781–1855) | Benke József (1781–1855)    | Benke József (1781–1855)    |                             |                             | Rácz Zsuzsánna              | Rácz Zsuzsánna              | Rácz Zsuzsánna           | Rácz Zsuzsánna           | Rácz Zsuzsánna                     | Rácz Zsuzsánna                     |                                    |                                    |                                    |                                    |                          |                          |                              |                              |                              |                              | Jókay József (1781–1837)     | Jókay József (1781–1837)     | Jókay József (1781–1837) | Jókay József (1781–1837) | Jókay József (1781–1837) | Jókay József (1781–1837) |                          |                          | Pulay Mária (1790–1866)  | Pulay Mária (1790–1866)  | Pulay Mária (1790–1866) | Pulay Mária (1790–1866) | Pulay Mária (1790–1866)  | Pulay Mária (1790–1866)  |                          |                          |                          |                          |  |  |                         |                         |                         |                         |                         |                         |  |  |  |  |  |  |  |  |  |  |  |  |  |  |
|                          |                          |                          |                          |                          |                          |                         |                         |                             |                             |                             |                             |                                 |                                 |                                 |                                 |                                 |                                 |                   |                   |                   |                   |  |  |                                |                                |                                |                                | Benke József (1781–1855)       | Benke József (1781–1855)       | Benke József (1781–1855) | Benke József (1781–1855) | Benke József (1781–1855)    | Benke József (1781–1855)    |                             |                             | Rácz Zsuzsánna              | Rácz Zsuzsánna              | Rácz Zsuzsánna           | Rácz Zsuzsánna           | Rácz Zsuzsánna                     | Rácz Zsuzsánna                     |                                    |                                    |                                    |                                    |                          |                          |                              |                              |                              |                              | Jókay József (1781–1837)     | Jókay József (1781–1837)     | Jókay József (1781–1837) | Jókay József (1781–1837) | Jókay József (1781–1837) | Jókay József (1781–1837) |                          |                          | Pulay Mária (1790–1866)  | Pulay Mária (1790–1866)  | Pulay Mária (1790–1866) | Pulay Mária (1790–1866) | Pulay Mária (1790–1866)  | Pulay Mária (1790–1866)  |                          |                          |                          |                          |  |  |                         |                         |                         |                         |                         |                         |  |  |  |  |  |  |  |  |  |  |  |  |  |  |
|                          |                          |                          |                          |                          |                          |                         |                         |                             |                             |                             |                             |                                 |                                 |                                 |                                 |                                 |                                 |                   |                   |                   |                   |  |  |                                |                                |                                |                                |                                |                                |                          |                          |                             |                             |                             |                             |                             |                             |                          |                          |                                    |                                    |                                    |                                    |                                    |                                    |                          |                          |                              |                              |                              |                              |                              |                              |                          |                          |                          |                          |                          |                          |                          |                          |                         |                         |                          |                          |                          |                          |                          |                          |  |  |                         |                         |                         |                         |                         |                         |  |  |  |  |  |  |  |  |  |  |  |  |  |  |
|                          |                          |                          |                          |                          |                          |                         |                         |                             |                             |                             |                             |                                 |                                 |                                 |                                 |                                 |                                 |                   |                   |                   |                   |  |  |                                |                                |                                |                                |                                |                                |                          |                          |                             |                             |                             |                             |                             |                             |                          |                          |                                    |                                    |                                    |                                    |                                    |                                    |                          |                          |                              |                              |                              |                              |                              |                              |                          |                          |                          |                          |                          |                          |                          |                          |                         |                         |                          |                          |                          |                          |                          |                          |  |  |                         |                         |                         |                         |                         |                         |  |  |  |  |  |  |  |  |  |  |  |  |  |  |
| Fáncsy Lajos (1809–1854) | Fáncsy Lajos (1809–1854) | Fáncsy Lajos (1809–1854) | Fáncsy Lajos (1809–1854) | Fáncsy Lajos (1809–1854) | Fáncsy Lajos (1809–1854) |                         |                         | Meszlényi Mária (1813–1889) | Meszlényi Mária (1813–1889) | Meszlényi Mária (1813–1889) | Meszlényi Mária (1813–1889) | Meszlényi Mária (1813–1889)     | Meszlényi Mária (1813–1889)     |                                 |                                 | Jeremiás Karolina               | Jeremiás Karolina               | Jeremiás Karolina | Jeremiás Karolina | Jeremiás Karolina | Jeremiás Karolina |  |  | id. Lendvay Márton (1807–1858) | id. Lendvay Márton (1807–1858) | id. Lendvay Márton (1807–1858) | id. Lendvay Márton (1807–1858) | id. Lendvay Márton (1807–1858) | id. Lendvay Márton (1807–1858) |                          |                          | Laborfalvi Róza (1817–1886) | Laborfalvi Róza (1817–1886) | Laborfalvi Róza (1817–1886) | Laborfalvi Róza (1817–1886) | Laborfalvi Róza (1817–1886) | Laborfalvi Róza (1817–1886) |                          |                          | Jókai Mór (1825–1904)              | Jókai Mór (1825–1904)              | Jókai Mór (1825–1904)              | Jókai Mór (1825–1904)              | Jókai Mór (1825–1904)              | Jókai Mór (1825–1904)              |                          |                          | Nagy Bella (1879–1947)       | Nagy Bella (1879–1947)       | Nagy Bella (1879–1947)       | Nagy Bella (1879–1947)       | Nagy Bella (1879–1947)       | Nagy Bella (1879–1947)       |                          |                          | Jókay Károly (1814–1902) | Jókay Károly (1814–1902) | Jókay Károly (1814–1902) | Jókay Károly (1814–1902) | Jókay Károly (1814–1902) | Jókay Károly (1814–1902) |                         |                         | Jókai Eszter (1816–1889) | Jókai Eszter (1816–1889) | Jókai Eszter (1816–1889) | Jókai Eszter (1816–1889) | Jókai Eszter (1816–1889) | Jókai Eszter (1816–1889) |  |  | Váli Ferenc (1810–1882) | Váli Ferenc (1810–1882) | Váli Ferenc (1810–1882) | Váli Ferenc (1810–1882) | Váli Ferenc (1810–1882) | Váli Ferenc (1810–1882) |  |  |  |  |  |  |  |  |  |  |  |  |  |  |
| Fáncsy Lajos (1809–1854) | Fáncsy Lajos (1809–1854) | Fáncsy Lajos (1809–1854) | Fáncsy Lajos (1809–1854) | Fáncsy Lajos (1809–1854) | Fáncsy Lajos (1809–1854) |                         |                         | Meszlényi Mária (1813–1889) | Meszlényi Mária (1813–1889) | Meszlényi Mária (1813–1889) | Meszlényi Mária (1813–1889) | Meszlényi Mária (1813–1889)     | Meszlényi Mária (1813–1889)     |                                 |                                 | Jeremiás Karolina               | Jeremiás Karolina               | Jeremiás Karolina | Jeremiás Karolina | Jeremiás Karolina | Jeremiás Karolina |  |  | id. Lendvay Márton (1807–1858) | id. Lendvay Márton (1807–1858) | id. Lendvay Márton (1807–1858) | id. Lendvay Márton (1807–1858) | id. Lendvay Márton (1807–1858) | id. Lendvay Márton (1807–1858) |                          |                          | Laborfalvi Róza (1817–1886) | Laborfalvi Róza (1817–1886) | Laborfalvi Róza (1817–1886) | Laborfalvi Róza (1817–1886) | Laborfalvi Róza (1817–1886) | Laborfalvi Róza (1817–1886) |                          |                          | Jókai Mór (1825–1904)              | Jókai Mór (1825–1904)              | Jókai Mór (1825–1904)              | Jókai Mór (1825–1904)              | Jókai Mór (1825–1904)              | Jókai Mór (1825–1904)              |                          |                          | Nagy Bella (1879–1947)       | Nagy Bella (1879–1947)       | Nagy Bella (1879–1947)       | Nagy Bella (1879–1947)       | Nagy Bella (1879–1947)       | Nagy Bella (1879–1947)       |                          |                          | Jókay Károly (1814–1902) | Jókay Károly (1814–1902) | Jókay Károly (1814–1902) | Jókay Károly (1814–1902) | Jókay Károly (1814–1902) | Jókay Károly (1814–1902) |                         |                         | Jókai Eszter (1816–1889) | Jókai Eszter (1816–1889) | Jókai Eszter (1816–1889) | Jókai Eszter (1816–1889) | Jókai Eszter (1816–1889) | Jókai Eszter (1816–1889) |  |  | Váli Ferenc (1810–1882) | Váli Ferenc (1810–1882) | Váli Ferenc (1810–1882) | Váli Ferenc (1810–1882) | Váli Ferenc (1810–1882) | Váli Ferenc (1810–1882) |  |  |  |  |  |  |  |  |  |  |  |  |  |  |
|                          |                          |                          |                          |                          |                          |                         |                         |                             |                             |                             |                             |                                 |                                 |                                 |                                 |                                 |                                 |                   |                   |                   |                   |  |  |                                |                                |                                |                                |                                |                                |                          |                          |                             |                             |                             |                             |                             |                             |                          |                          |                                    |                                    |                                    |                                    |                                    |                                    |                          |                          |                              |                              |                              |                              |                              |                              |                          |                          |                          |                          |                          |                          |                          |                          |                         |                         |                          |                          |                          |                          |                          |                          |  |  |                         |                         |                         |                         |                         |                         |  |  |  |  |  |  |  |  |  |  |  |  |  |  |
|                          |                          |                          |                          |                          |                          |                         |                         |                             |                             |                             |                             |                                 |                                 |                                 |                                 |                                 |                                 |                   |                   |                   |                   |  |  |                                |                                |                                |                                |                                |                                |                          |                          |                             |                             |                             |                             |                             |                             |                          |                          |                                    |                                    |                                    |                                    |                                    |                                    |                          |                          |                              |                              |                              |                              |                              |                              |                          |                          |                          |                          |                          |                          |                          |                          |                         |                         |                          |                          |                          |                          |                          |                          |  |  |                         |                         |                         |                         |                         |                         |  |  |  |  |  |  |  |  |  |  |  |  |  |  |
|                          |                          |                          |                          | Fáncsy Ilka (1842–1904)  | Fáncsy Ilka (1842–1904)  | Fáncsy Ilka (1842–1904) | Fáncsy Ilka (1842–1904) | Fáncsy Ilka (1842–1904)     | Fáncsy Ilka (1842–1904)     |                             |                             | ifj. Lendvay Márton (1830–1875) | ifj. Lendvay Márton (1830–1875) | ifj. Lendvay Márton (1830–1875) | ifj. Lendvay Márton (1830–1875) | ifj. Lendvay Márton (1830–1875) | ifj. Lendvay Márton (1830–1875) |                   |                   |                   |                   |  |  |                                |                                |                                |                                | Benke Róza (1836–1861)         | Benke Róza (1836–1861)         | Benke Róza (1836–1861)   | Benke Róza (1836–1861)   | Benke Róza (1836–1861)      | Benke Róza (1836–1861)      |                             |                             |                             |                             |                          |                          | Rehrenbeck Szilveszter (1819–1910) | Rehrenbeck Szilveszter (1819–1910) | Rehrenbeck Szilveszter (1819–1910) | Rehrenbeck Szilveszter (1819–1910) | Rehrenbeck Szilveszter (1819–1910) | Rehrenbeck Szilveszter (1819–1910) |                          |                          | Linzmajer Jozefa (1822–1885) | Linzmajer Jozefa (1822–1885) | Linzmajer Jozefa (1822–1885) | Linzmajer Jozefa (1822–1885) | Linzmajer Jozefa (1822–1885) | Linzmajer Jozefa (1822–1885) |                          |                          |                          |                          |                          |                          |                          |                          |                         |                         |                          |                          |                          |                          |                          |                          |  |  |                         |                         |                         |                         |                         |                         |  |  |  |  |  |  |  |  |  |  |  |  |  |  |
|                          |                          |                          |                          | Fáncsy Ilka (1842–1904)  | Fáncsy Ilka (1842–1904)  | Fáncsy Ilka (1842–1904) | Fáncsy Ilka (1842–1904) | Fáncsy Ilka (1842–1904)     | Fáncsy Ilka (1842–1904)     |                             |                             | ifj. Lendvay Márton (1830–1875) | ifj. Lendvay Márton (1830–1875) | ifj. Lendvay Márton (1830–1875) | ifj. Lendvay Márton (1830–1875) | ifj. Lendvay Márton (1830–1875) | ifj. Lendvay Márton (1830–1875) |                   |                   |                   |                   |  |  |                                |                                |                                |                                | Benke Róza (1836–1861)         | Benke Róza (1836–1861)         | Benke Róza (1836–1861)   | Benke Róza (1836–1861)   | Benke Róza (1836–1861)      | Benke Róza (1836–1861)      |                             |                             |                             |                             |                          |                          | Rehrenbeck Szilveszter (1819–1910) | Rehrenbeck Szilveszter (1819–1910) | Rehrenbeck Szilveszter (1819–1910) | Rehrenbeck Szilveszter (1819–1910) | Rehrenbeck Szilveszter (1819–1910) | Rehrenbeck Szilveszter (1819–1910) |                          |                          | Linzmajer Jozefa (1822–1885) | Linzmajer Jozefa (1822–1885) | Linzmajer Jozefa (1822–1885) | Linzmajer Jozefa (1822–1885) | Linzmajer Jozefa (1822–1885) | Linzmajer Jozefa (1822–1885) |                          |                          |                          |                          |                          |                          |                          |                          |                         |                         |                          |                          |                          |                          |                          |                          |  |  |                         |                         |                         |                         |                         |                         |  |  |  |  |  |  |  |  |  |  |  |  |  |  |
|                          |                          |                          |                          |                          |                          |                         |                         |                             |                             |                             |                             |                                 |                                 |                                 |                                 |                                 |                                 |                   |                   |                   |                   |  |  |                                |                                |                                |                                |                                |                                |                          |                          |                             |                             |                             |                             |                             |                             |                          |                          |                                    |                                    |                                    |                                    |                                    |                                    |                          |                          |                              |                              |                              |                              |                              |                              |                          |                          |                          |                          |                          |                          |                          |                          |                         |                         |                          |                          |                          |                          |                          |                          |  |  |                         |                         |                         |                         |                         |                         |  |  |  |  |  |  |  |  |  |  |  |  |  |  |
|                          |                          |                          |                          |                          |                          |                         |                         |                             |                             |                             |                             |                                 |                                 |                                 |                                 |                                 |                                 |                   |                   |                   |                   |  |  |                                |                                |                                |                                |                                |                                |                          |                          |                             |                             |                             |                             |                             |                             |                          |                          |                                    |                                    |                                    |                                    |                                    |                                    |                          |                          |                              |                              |                              |                              |                              |                              |                          |                          |                          |                          |                          |                          |                          |                          |                         |                         |                          |                          |                          |                          |                          |                          |  |  |                         |                         |                         |                         |                         |                         |  |  |  |  |  |  |  |  |  |  |  |  |  |  |
|                          |                          |                          |                          |                          |                          |                         |                         |                             |                             |                             |                             |                                 |                                 |                                 |                                 |                                 |                                 |                   |                   |                   |                   |  |  |                                |                                |                                |                                | Jókai Róza (1861–1936)         | Jókai Róza (1861–1936)         | Jókai Róza (1861–1936)   | Jókai Róza (1861–1936)   | Jókai Róza (1861–1936)      | Jókai Róza (1861–1936)      |                             |                             | Feszty Árpád (1856–1914)    | Feszty Árpád (1856–1914)    | Feszty Árpád (1856–1914) | Feszty Árpád (1856–1914) | Feszty Árpád (1856–1914)           | Feszty Árpád (1856–1914)           |                                    |                                    | Feszty Adolf (1846–1900)           | Feszty Adolf (1846–1900)           | Feszty Adolf (1846–1900) | Feszty Adolf (1846–1900) | Feszty Adolf (1846–1900)     | Feszty Adolf (1846–1900)     |                              |                              | Feszty Gyula (1854–1912)     | Feszty Gyula (1854–1912)     | Feszty Gyula (1854–1912) | Feszty Gyula (1854–1912) | Feszty Gyula (1854–1912) | Feszty Gyula (1854–1912) |                          |                          | Feszty Béla (1868–1928)  | Feszty Béla (1868–1928)  | Feszty Béla (1868–1928) | Feszty Béla (1868–1928) | Feszty Béla (1868–1928)  | Feszty Béla (1868–1928)  |                          |                          |                          |                          |  |  |                         |                         |                         |                         |                         |                         |  |  |  |  |  |  |  |  |  |  |  |  |  |  |
|                          |                          |                          |                          |                          |                          |                         |                         |                             |                             |                             |                             |                                 |                                 |                                 |                                 |                                 |                                 |                   |                   |                   |                   |  |  |                                |                                |                                |                                | Jókai Róza (1861–1936)         | Jókai Róza (1861–1936)         | Jókai Róza (1861–1936)   | Jókai Róza (1861–1936)   | Jókai Róza (1861–1936)      | Jókai Róza (1861–1936)      |                             |                             | Feszty Árpád (1856–1914)    | Feszty Árpád (1856–1914)    | Feszty Árpád (1856–1914) | Feszty Árpád (1856–1914) | Feszty Árpád (1856–1914)           | Feszty Árpád (1856–1914)           |                                    |                                    | Feszty Adolf (1846–1900)           | Feszty Adolf (1846–1900)           | Feszty Adolf (1846–1900) | Feszty Adolf (1846–1900) | Feszty Adolf (1846–1900)     | Feszty Adolf (1846–1900)     |                              |                              | Feszty Gyula (1854–1912)     | Feszty Gyula (1854–1912)     | Feszty Gyula (1854–1912) | Feszty Gyula (1854–1912) | Feszty Gyula (1854–1912) | Feszty Gyula (1854–1912) |                          |                          | Feszty Béla (1868–1928)  | Feszty Béla (1868–1928)  | Feszty Béla (1868–1928) | Feszty Béla (1868–1928) | Feszty Béla (1868–1928)  | Feszty Béla (1868–1928)  |                          |                          |                          |                          |  |  |                         |                         |                         |                         |                         |                         |  |  |  |  |  |  |  |  |  |  |  |  |  |  |
|                          |                          |                          |                          |                          |                          |                         |                         |                             |                             |                             |                             |                                 |                                 |                                 |                                 |                                 |                                 |                   |                   |                   |                   |  |  |                                |                                |                                |                                |                                |                                |                          |                          |                             |                             |                             |                             |                             |                             |                          |                          |                                    |                                    |                                    |                                    |                                    |                                    |                          |                          |                              |                              |                              |                              |                              |                              |                          |                          |                          |                          |                          |                          |                          |                          |                         |                         |                          |                          |                          |                          |                          |                          |  |  |                         |                         |                         |                         |                         |                         |  |  |  |  |  |  |  |  |  |  |  |  |  |  |
|                          |                          |                          |                          |                          |                          |                         |                         |                             |                             |                             |                             |                                 |                                 |                                 |                                 |                                 |                                 |                   |                   |                   |                   |  |  |                                |                                |                                |                                |                                |                                |                          |                          | Feszty Masa (1895–1979)     |                             |                             |                             |                             |                             |                          |                          |                                    |                                    |                                    |                                    |                                    |                                    |                          |                          |                              |                              |                              |                              |                              |                              |                          |                          |                          |                          |                          |                          |                          |                          |                         |                         |                          |                          |                          |                          |                          |                          |  |  |                         |                         |                         |                         |                         |                         |  |  |  |  |  |  |  |  |  |  |  |  |  |  |
|                          |                          |                          |                          |                          |                          |                         |                         |                             |                             |                             |                             |                                 |                                 |                                 |                                 |                                 |                                 |                   |                   |                   |                   |  |  |                                |                                |                                |                                |                                |                                |                          |                          |                             |                             |                             |                             |                             |                             |                          |                          |                                    |                                    |                                    |                                    |                                    |                                    |                          |                          |                              |                              |                              |                              |                              |                              |                          |                          |                          |                          |                          |                          |                          |                          |                         |                         |                          |                          |                          |                          |                          |                          |  |  |                         |                         |                         |                         |                         |                         |  |  |  |  |  |  |  |  |  |  |  |  |  |  |

## Külső hivatkozások
- Lendvayné Fáncsy Ilka – Mert férjhez menni tudni kell